# クガイソウ
クガイソウ（九蓋草、九階草、学名：Veronicastrum japonicum）はオオバコ科クガイソウ属の多年草。かつてはゴマノハグサ科に含められていた。虎の尾とも呼ばれる。

## 特徴
茎は円形で直立し、株立ちになり、高さは80–130センチメートルになる。葉は4–8枚が輪生して層をなす。単葉で長さ5–18センチメートル、幅2–5センチメートルになり、形は長楕円状披針形で先端がとがり、基部にはごく短い柄があるか無柄で、縁には多くの鋸歯がある。
花期は7–8月。茎の先端に穂状になる長い総状花序をつけ、淡紫色の多くの花をつける。花序は長さ10–25センチメートルになり、花序軸には短い毛が散生する。花冠は長さ5–6ミリメートルになり、先端は4浅裂し、裂片の先端はややとがる。雄蕊は2本あり、花冠から長く突き出る。果実は蒴果で長さ2.5ミリメートルの卵形になる。
茎に輪生する葉が層になってつくので、九蓋草、九階草の名がある。

## 分布と生育環境
日本の本州に広く分布し、山地や高原の日当たりの良い草地に生育する。

## 利用
春に生えた若芽を食用とする。また、根茎を乾燥させたものは漢方薬とされ、利尿剤や関節炎、リウマチに対する薬として用いられる。

## 変種
- イブキクガイソウ Veronicastrum japonicum (Nakai) T.Yamaz. var. humile (Nakai) T.Yamaz. -滋賀県伊吹山に分布し、全体にクガイソウより小さく、高さは50センチメートルほど。
- ナンゴククガイソウ Veronicastrum japonicum (Nakai) T.Yamaz. var. australe (T.Yamaz.) T.Yamaz. -紀伊半島、四国、九州中部の山地に分布し、花序軸には毛が生えない。